# 相州梅沢左
「相州梅沢左」（そうしゅううめざわのひだり）は、葛飾北斎の名所浮世絵揃物『冨嶽三十六景』全46図中の1図。落款は「前北斎為一笔」とある。

## 概要
相州梅沢とは神奈川県中郡二宮町の梅沢地区近辺、東海道五十三次の大磯宿と小田原宿の中間に位置する立場を指す地名であるが、原題の「左」という意味については意見が分かれており、明確になっていない。字体などから「相州梅沢庄」あるいは「相州梅沢在」とすべきところを誤って彫ってしまったのではないかとする説が有力視されている。
画面上には人家の無い山深い土地で富士山を背景に五羽の鶴が水辺に佇み、二羽の鶴が飛び立った様子が描かれており、場所を特定できるような手掛かりとなるものは記されていない。画題の相州梅沢も富士の眺望が優れているといった名所ではなく、鶴が飛来するような土地でもなく、立場という元来人が集う場所であったため、人里離れた地域というわけでも無かった。こうした理由に加えて富士山や鶴といった縁起物を描いていることから、風景画というよりも吉祥画としての趣が見て取れる。
北斎は鶴（丹頂鶴）に関してこだわりを持って描いている様子がうかがえ、本作品以外でも『北斎漫画』七編「尾張桜田の鶴」、狂歌摺物『元禄歌仙貝合あし貝』の挿絵、肉筆浮世絵『松に鶴』、大岡雲峰と合作した『双鶴図』などの作品が残されている。